# Bożena Guz
Bożena Guz, po mężu Astrom (ur. 1953, zm. 28 sierpnia 2019) – polska strzelczyni, medalistka mistrzostw Europy juniorów.
Ze strzelectwem związana była od 1966 roku. Reprezentowała barwy takich klubów jak WKS Ster Ustka, WKS Śląsk Wrocław i KS Gryf Słupsk (do ostatniego dołączyła w latach 80.). Mistrzyni Polski i wielokrotna medalistka mistrzostw kraju, była również mistrzynią Wojska Polskiego.
Największymi międzynarodowymi osiągnięciami Bożeny Guz były dwa medale mistrzostw Europy juniorów, wywalczone w zawodach drużynowych. Na zawodach w szwedzkiej Eskilstunie w 1972 roku, została mistrzynią w karabinie standardowym w trzech pozycjach z 50 metrów (zdobywszy 564 punkty, co było drugim wynikiem w drużynie), a w karabinie standardowym leżąc z 50 metrów osiągnęła trzeci stopień podium (582 punkty – trzeci wynik w zespole). W pierwszej konkurencji jej partnerami była Elżbieta Kowalewska i Zdzisław Moździrski, zaś w drugiej Elżbieta Janik i Andrzej Szmat.